# Station Lidlington
Lidlington is een spoorwegstation van National Rail in Lidlington, Central Bedfordshire in Engeland. Het station is eigendom van Network Rail en wordt beheerd door West Midland Trains. 